# 褐斑鬼蛛
褐斑鬼蛛（学名：Araneus corporosus）为金蛛科鬼蛛屬下的一个种。

## 扩展阅读
- 維基物種上的相關：褐斑鬼蛛